# Ochrobryum subulatum
Ochrobryum subulatum är en bladmossart som beskrevs av Hampe in Bescherelle 1897. Ochrobryum subulatum ingår i släktet Ochrobryum och familjen Dicranaceae. Inga underarter finns listade i Catalogue of Life.